# Counting Down the Days
Counting Down the Days é o título do terceiro álbum de estúdio da cantora australiana Natalie Imbruglia. Ele contém o sucesso "Shiver", música mais tocadas nas rádios britânicas em 2005.

## Lançamento
Produzido durante o ano de 2004, o álbum contém colaborações de Gary Clark, que trabalhou com Natalie também em seu álbum anterior, além de Daniel Johns na faixa "Satisfied".
O álbum estreou no #1 da parada britânica, e foi certificado como disco de ouro no Reino Unido, pela venda de 200 mil cópias em 8 meses. Na Itália e na Suíça, o álbum entrou na lista dos dez mais vendidos, assim como no Top 20 na Austrália e na Irlanda. O disco vendeu ao total 1 milhão de cópias em todo o mundo.

## Recepção pela crítica
| Críticas profissionais | Críticas profissionais |
| Avaliações da crítica  | Avaliações da crítica  |
| Fonte                  | Avaliação              |
| ---------------------- | ---------------------- |
| Allmusic               | link                   |
| Yahoo! Music UK        | link                   |

O álbum recebeu boas avaliações da crítica especializada ao redor do mundo. Jon O'Brien, do site All Music Guide, diz que "como uma artista, Natalie Imbruglia nunca soou melhor" e que o álbum seria "sem dúvida, um sucesso comercial".

## Faixas
1. "Starting Today" (Imbruglia, Martin Harrington, Ash Howes, Kara DioGuardi) – 2:53
2. "Shiver" (Imbruglia, Francis White, Shep Solomon) – 3:40
3. "Satisfied" (Daniel Johns) – 3:26
4. "Counting Down The Days" (Imbruglia, Matt Prime) – 4:07
5. "I Won't Be Lost" (Imbruglia, Martin Harrington, Ash Howes) – 3:50
6. "Slow Down" (Imbruglia, Eg White) – 3:30
7. "Sanctuary" (Imbruglia, Gary Clark) – 3:06
8. "Perfectly" (Imbruglia, Steve Robson, Shep Solomon, Paul Westcott) – 3:21
9. "On the Run" (Imbruglia, Martin Harrington, Ash Howes, Kara DioGuardi) – 3:36
10. "Come on Home" (Dan Glendining) – 3:53
11. "When You're Sleeping" (Imbruglia, Gary Clark) – 3:03
12. "Honeycomb Child" (Imbruglia, David Kosten) – 4:11

## Paradas musicais
| Parada semanal (2005)                 | Posição |
| ------------------------------------- | ------- |
| Austrália (ARIA)                      | 12      |
| Áustria (Ö3 Austria Top 40)           | 35      |
| Bélgica (Ultratop Flandres)           | 59      |
| Bélgica (Ultratop Valônia)            | 21      |
| Canada Top Albums/CDs (RPM)           | 96      |
| Países Baixos (Dutch Charts)          | 50      |
| European Top 100 Albums (Billboard)   | 8       |
| França (SNEP)                         | 22      |
| Alemanha (Offizielle Deutsche Charts) | 35      |
| Irlanda (IRMA)                        | 12      |
| Itália (FIMI)                         | 10      |
| Escócia (Official Scottish Albums)    | 2       |
| Espanha (PROMUSICAE)                  | 66      |
| Suíça (Schweizer Hitparade)           | 9       |
| Reino Unido (UK Albums Chart)         | 1       |